# María del Pilar Peña
María del Pilar Peña Carrasco, née le 4 avril 1986 à Madrid, est une joueuse espagnole de water-polo.
Elle est vice-championne olympique en 2012 avec l'équipe d'Espagne de water-polo féminin.